# Taušírování

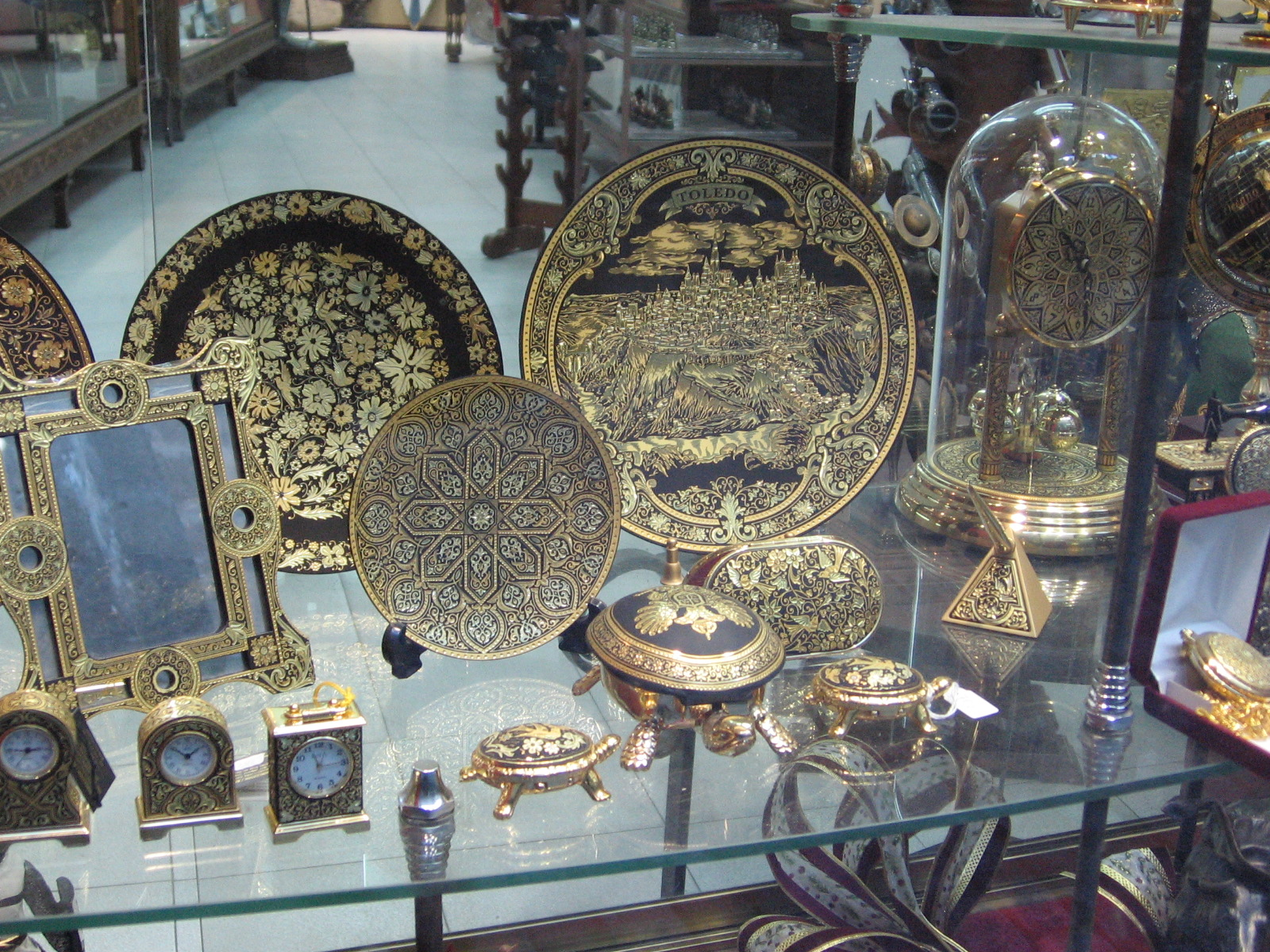
Ukázky taušírování

Taušírování (též tausování) je výtvarná a zejména řemeslná technika, při níž se za studena vykládá nějaký kov kovem jiné barvy.
Tato technika se používá zejména v oboru rytectví, a sice ke zkrášlení různých řemeslných nebo jiných užitkových nástrojů či předmětů. Spočívá v jednoduchém zatepání cizího kovu do užitkového předmětu. Cizím kovem se rozumí kov, který se momentálně zatepává. U této techniky je nejrozšířenější právě estetický kontrast v barvách kovů, proto se nejčastěji volí kovy barevné (měď, mosaz, stříbro, zlato…)

## Postup
U jednodušších taušírovaných motivů se rytec spokojí pouze s vyrytím drážky profilu tzv. „rybího ocasu"“, tedy jakéhosi obráceného trychtýře, do připraveného materiálu. Tuto akci provádí tzv. rýtky. Po vyrytí této drážky (směrem do hloubky by se měla mírně zvětšovat) pak rytec vezme následně drátek a ten s pomocí čakanů vtepe do vyryté drážky. Po vyhlazení (u zlata a drahých kovů) nebo prostém přebroušení (u levnějších) se tak odstraní viditelný přechod mezi linkou a vtepaným drátkem, takže hotový produkt pak působí čistě, ladně, pouze s barevnou stopou jiného kovu.
Při objemnějších taušírovacích pracích, kdy drátek nestačí, musí rytec celý profil, který se bude snažit do produktu zatepat, vybrousit zvlášť. Stejný profil pak musí následně vyrýt do hloubky předmětu, který chce taušírovat. Rýtky dno nadále zhrubit a pak opatrně celý profil vtepat.
V neposlední řadě stojí zmínit i druh výsledného taušírování, který není hladký, ale je čakany různě povrchově upravován a matován.
Tato technika se hojně používá ve zdobení chladných a palných zbraní, ale i ve spoustě dalších oborů, od hodinek až po medailérství.